# 얼리사 매클렐런드

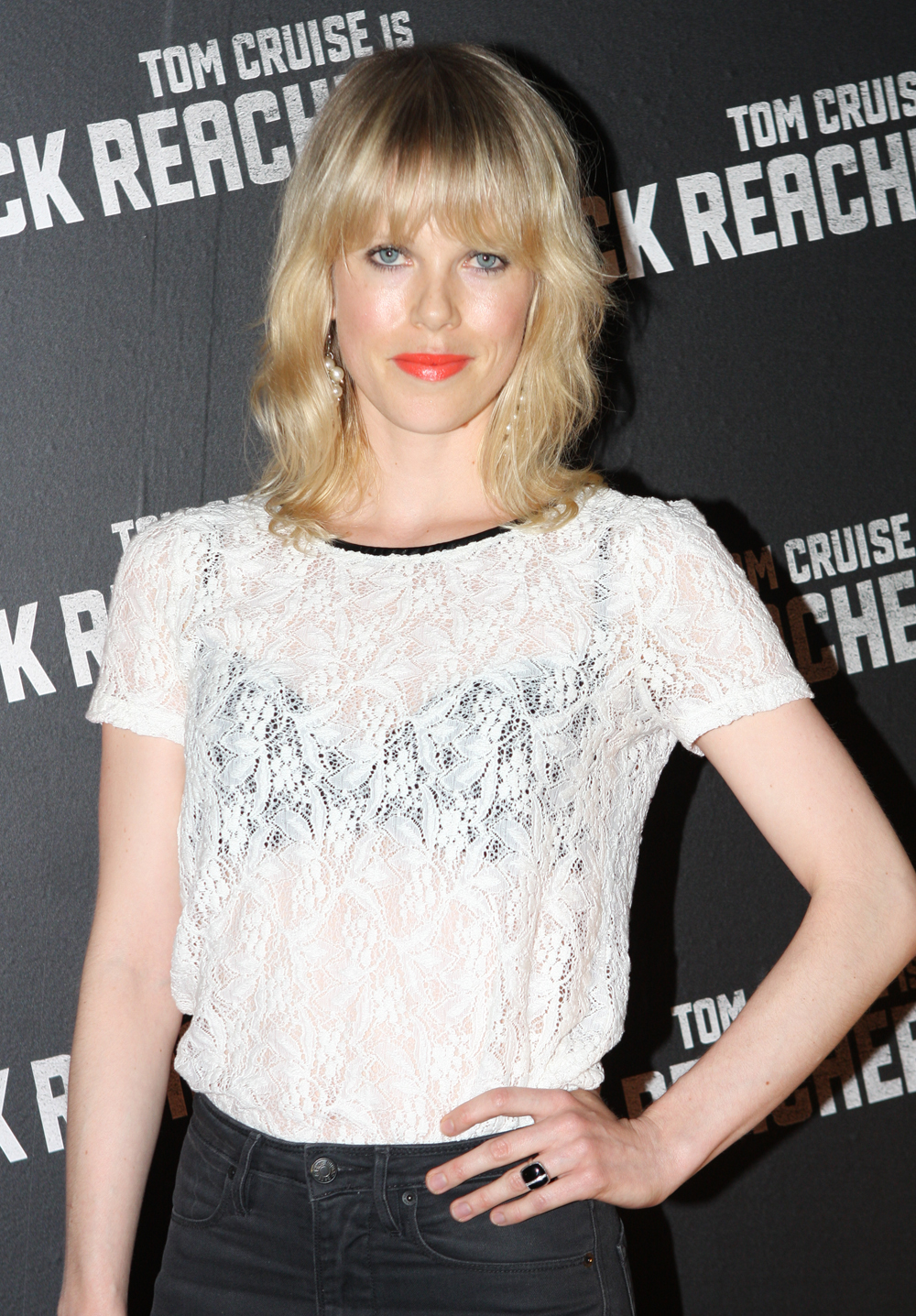

얼리사 매클렐런드(영어: Alyssa McClelland, 1981년 1월 1일 ~ )는 오스트레일리아의 배우이다.

## 영화
- 두 번째 최고 (2017년) : 감독, 각본
- 어 라이트 터치 (2012년) - 트레이시 역
- 노잉 (2009년) - 기내 안내 역
- 테레사 팔머의 감금 (2008년)
- 캐널 로드 (2007년)
- 어 맨스 고터 두 (2004년)
- 퀸 오브 뱀파이어 (2002년)
- 올 세인츠 (1998년)
- 홈 앤 어웨이 (1988년)